# Třída Jura
Třída Jura byla třída vyloďovacích člunů Japonských námořních sil sebeobrany. Skládala se ze dvou jednotek, provozovaných v letech 1981–2013. Jejich úkolem bylo především provádění vyloďovacích operací, přeprava vojáků a nákladu na vzdálené ostrovy.

## Stavba

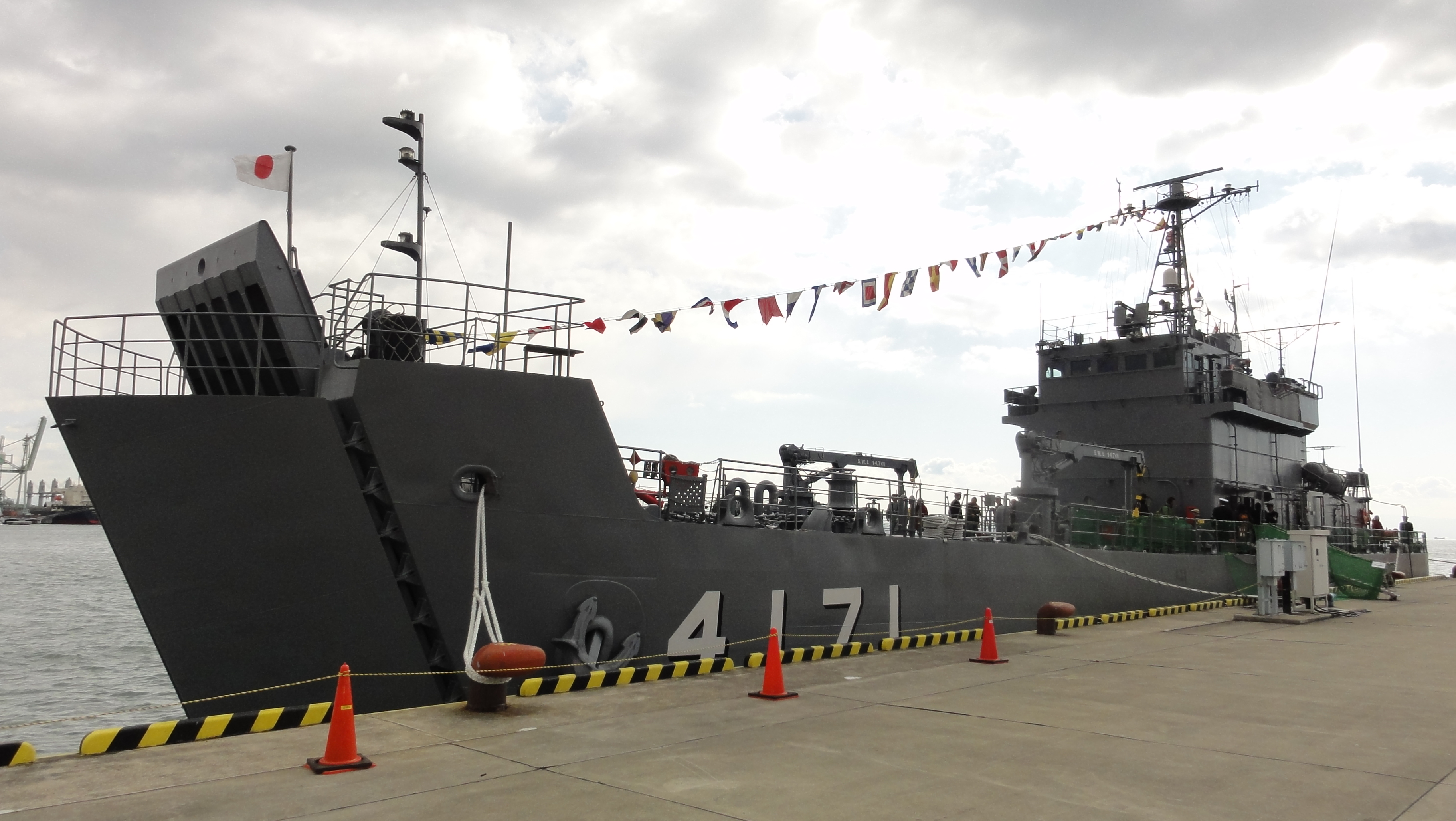
Jura

Stavbu prováděla japonská loděnice Sasebo Heavy Industries v Sasebo v letech 1980-1981.
Jednotky třídy Jura:
| Jméno           | Zahájení stavby | Spuštěna           | Vstup do služby | Status                 |
| --------------- | --------------- | ------------------ | --------------- | ---------------------- |
| Jura (LSU-4171) | 23. dubna 1980  | 15. října 1980     | 27. března 1981 | vyřazen 12. dubna 2013 |
| Noto (LSU-4172) | 23. dubna 1980  | 12. listopadu 1980 | 27. března 1981 | vyřazen 6. dubna 2012  |

## Konstrukce

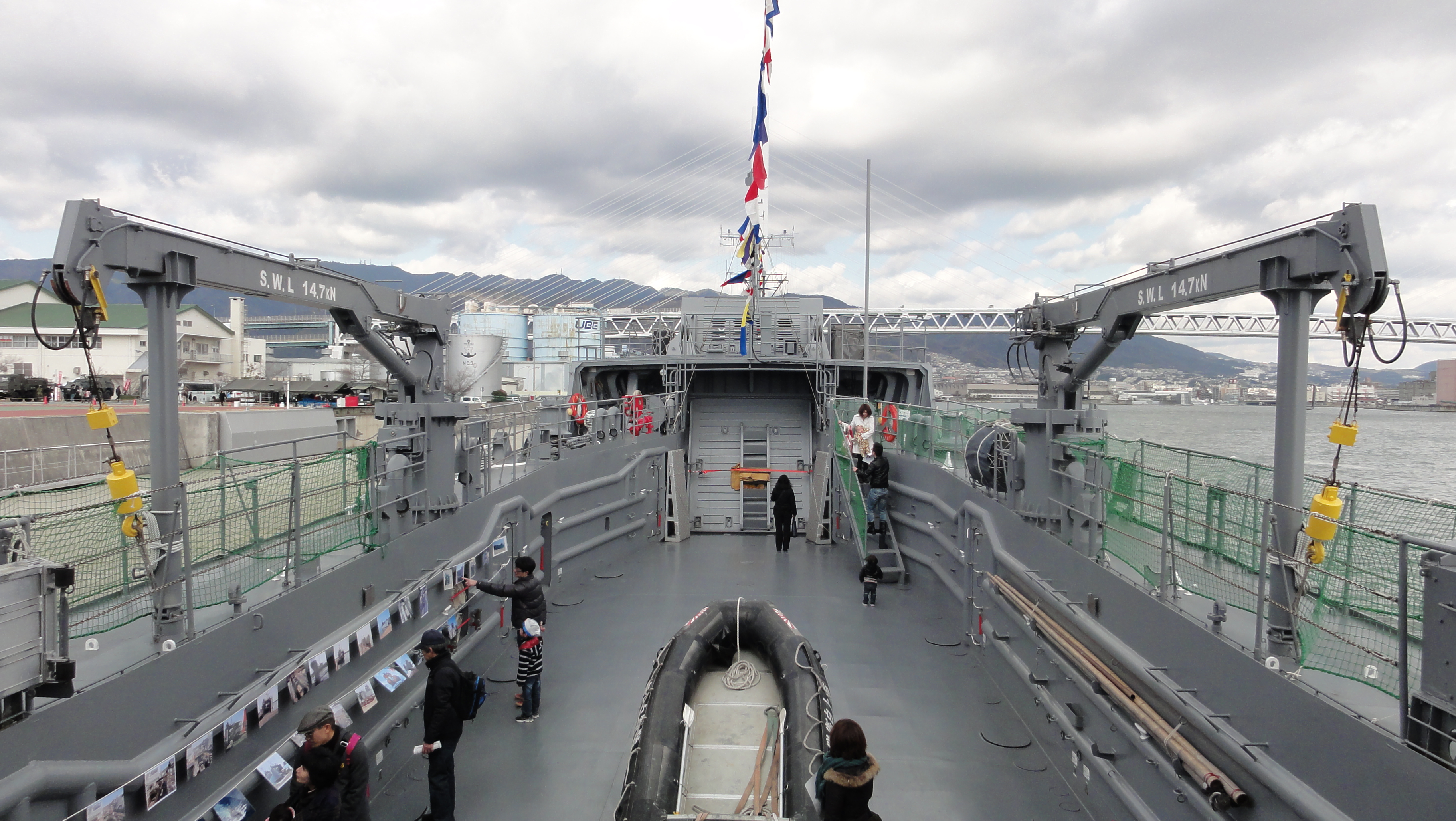
Paluba Jura

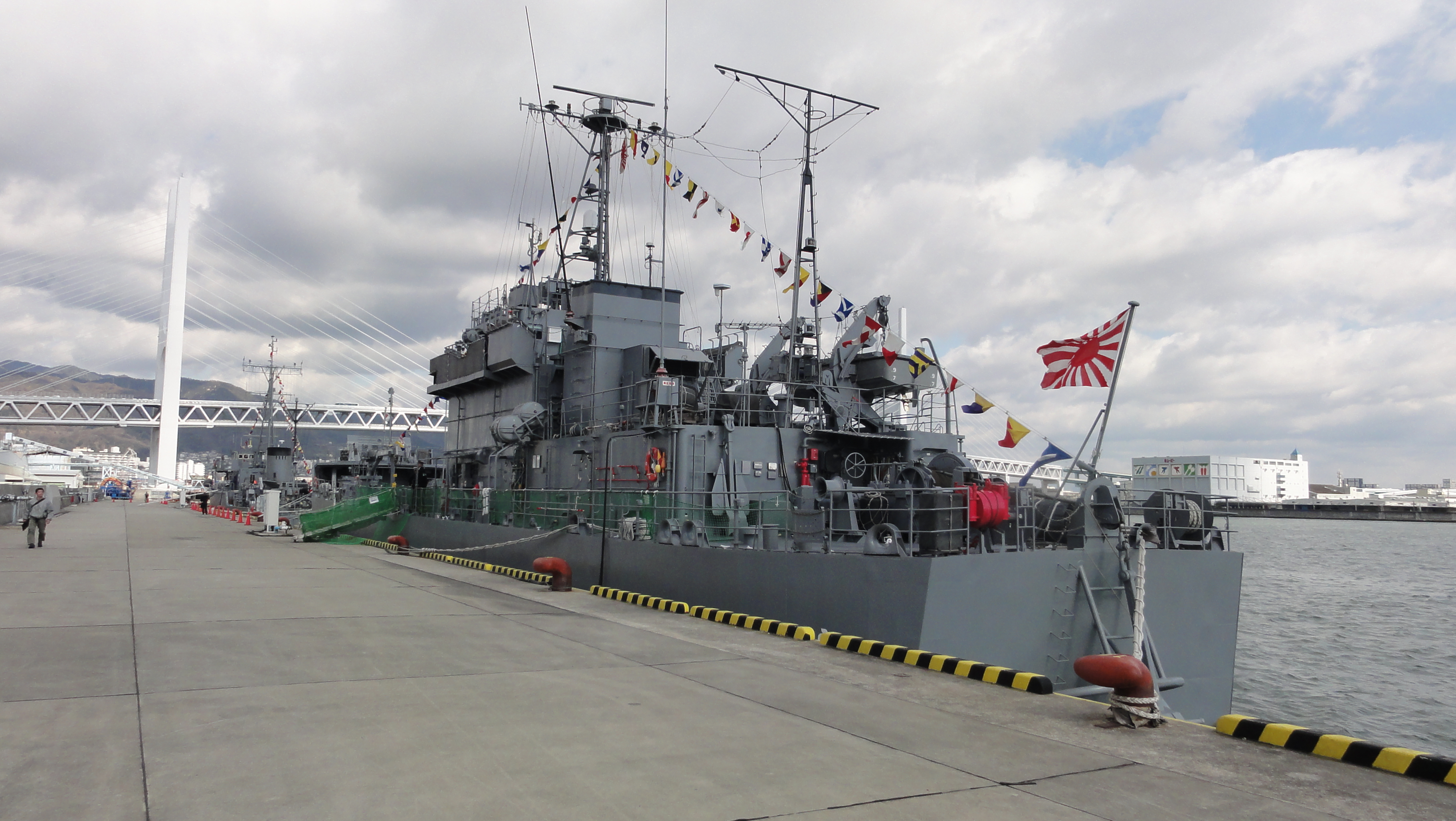
Jura

Čluny především přepravují čtyři nákladní automobily Toyota typu 73 a 50 tun nákladu, 70 vojáků. Vykládka probíhá příďovou rampou. Plavidla nesla jeden rotační 20mm kanón JM61 Sea Vulcan ovládaný člověkem z můstku. Pohonný systém tvoří dva diesely Fuji 6L27.5XF, každý o výkonu 3000 hp, pohánějící dva lodní šrouby. Nejvyšší rychlost dosahovala 12 uzlů.